# Jean-Bertrand Ewanga
Jean-Bertrand Ewanga Is’Ewanga, né le 15 juillet 1953 à Arniquet (Port-Salut), est un homme politique kino-congolais.

## Biographie

### Carrière
Il est le gouverneur de la province de l'Équateur (en) avant que ce poste ne soit occupé par Yves Mobando Yogo.
Il est président national du Front Citoyen pour la République,,.
Il est député à l’assemblée nationale de la république démocratique du Congo pour la circonscription d’Ikela.
Le 5 aout 2014, il est arrêté et détenu à la prison de Makala et ensuite assigné à résidence après avoir traité Joseph Kabila, le président de la république, de « voleur et Rwandais » lors d’une manifestation contre la révision de la constitution qui permettrait au président de se maintenir en poste au-delà de 2016. Il est condamné le 11 septembre à un an de prison ferme pour outrage au chef de l’État.

## Référence et notes
1. ↑  RDC : un an de prison ferme pour un député, Le Figaro, 11 septembre 2014.
2. ↑  RDC : Jean-Bertrand Ewanga condamné à un an de prison ferme pour "offense au chef de l'État", Jeune Afrique, 12 septembre 2014.
3. ↑  RDC : l'opposition dans le viseur du pouvoir, Radio France internationale, 13 septembre 2014.
4. ↑  Élections des députés nationaux de 2011, Ikela, CENI, 2011
5. ↑  Le député Jean-Bertrand Ewanga détenu à la prison de Makala, Radio Okapi.net, 6 aout 2014
6. ↑  (en-GB) Lauren Razavi, « Democracy behind bars: 11 opposition leaders facing jail or death », The Guardian,‎ 27 mars 2015 (ISSN 0261-3077, lire en ligne, consulté le 21 janvier 2024)